# Jeannette D. Ahonsou
Jeannette D. Ahonsou-Abotsi (n. 1951, Lavié-Agoviépé⁠(d), Plateaux Region⁠(d), Togo – d. 19 iulie 2022) a fost o scriitoare togoleză.